# اخشیدهای سغد
اخشیدهای سغد یا اخشیدهای سمرقند، سلسله ای از فرمانروایان ایرانی‌تبار از قوم سغد در فرارود به پایتختی سمرقند در دوران پیش‌ از اسلام و آغاز اسلام بودند. لقب «اخشید» (از زبان سغدی: xšyδ، xšēδ «به معنای پادشاه») ریشهٔ ایرانی دارد. پژوهشگران آن را از ریشه ایرانی قدیم خشاتا، «درخشنده، درخشان» یا از خشایاثیه، به‌معنای «پادشاه» (که منشأ لقب شاه نیز هست) می‌دانند.فرمانروایان شاهزاده‌نشین فرغانه را نیز «اخشید» می‌نامیدند، همچنین پادشاهان اسروشنه را نیز «افشین» می‌خواندند که این نیز شکل دیگری از همین اخشید است. شیشپیر، حاکم کش، در سالهای ۶۳۱–۶۴۲ میلادی سمرقند را فتح کرد و سلسله اخشیدها را بنیان‌گذاری کرد.حکومت او در سمرقند پس از قبایل هپتالی بود که از حدود سال ۴۳۷ پس از میلاد شهر را تصرف کرده بودند. پس از شیشپیر، چندین نسل از پادشاهان دیگر جانشین او شدند که از طریق تواریخ چینی و سکه‌های آنان شناسایی شده‌اند.

## پیشینه و وضعیت سیاسی سُغد

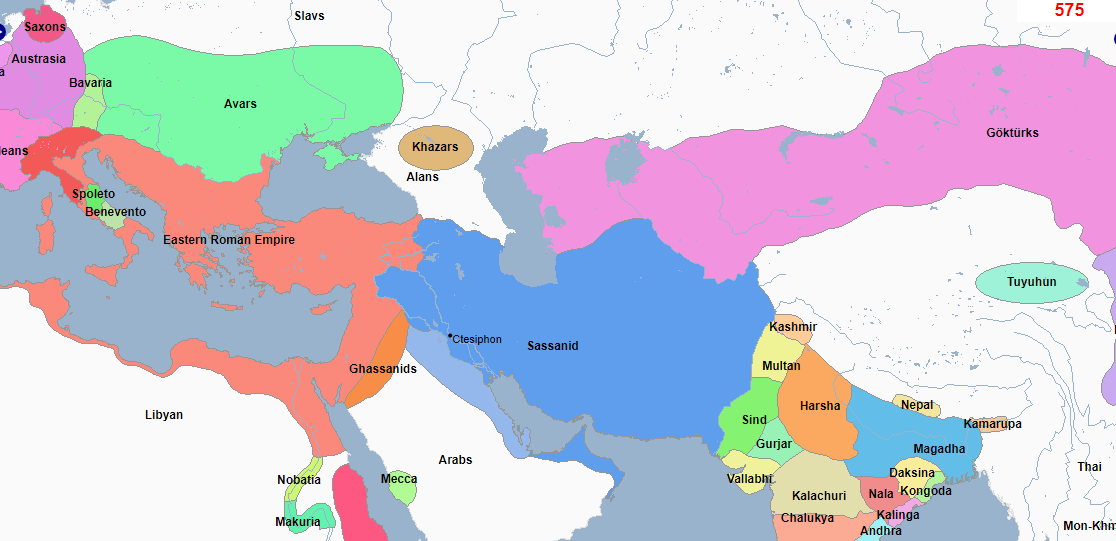
نقشه شاهنشاهی ساسانی و همسایگانش در سال ۵۷۵ میلادی - در شمال: خاقانات گوک‌ترک و خزرها - سغد بعداً به‌دست گوک‌ترک‌ها افتاد.

حمزه اصفهانی مورخ سده سوم در شرح دیوان ابونواس می‌گوید:

شاهنشاهان ایران روا می‌داشتند که هر یک از شاهان اطراف خود را به نامی که بدان مشهورست بخوانند و مثلاً هر که را که شاه بامیان بود شیر می‌گفتند و هر که را شاه مرو بود کنارنگ می‌گفتند و شاه دماوند را مصمغان و شاه گرگان را صول (چول) و شاه طبرستان را بدشخواگرشاه و شاه اسروشنه را افشین و شاه سغد و فرغانه را اخشید می‌گفتند و می‌گفتند: اخشید سغد و اخشید فرغانه و شیر بامیان و کنارنگ مرو و افشین اسروشنه.

دراثر حملات هِپتالیان، دولت ساسانی چیرگی خود بر سرزمین سغد را از دست داد. اگرچه پس از آن با اتحاد با خانات گوک‌ترک هپتالیان را سرنگون کردند و قلمرو هپتال‌ها را میان خود و خاقانات گوک‌ترک تقسیم کردند، اما دیری نپایید که خانات گوک‌ترک به ساسانیان حمله کردند و دولت ساسانی به دلیل درگیری در جنگ‌های سخت با روم شرقی، قادر به مقابله نبود و لذا شهرهای سغد به دست‌نشاندگان خانات گوک‌ترک تبدیل شدند.خاقانات ترک غربی که حدود یک قرن حاکم بر این منطقه بودند، در پی حمله چین در سال ۶۵۸ میلادی فروپاشیده و خود به دست‌نشاندگان چینی‌ها تبدیل شدند و پس از آن اخشیدها تحت نفوذ سلسله تانگ چین درآمدند. پس از حمله اعراب، نفوذ چینی‌ها در آسیای مرکزی از بین رفت و این منطقه تحت تسلط خلفا درآمد.

## اخشیدها تحت نفوذ چین
چین در حال گسترش قلمرو خود در آسیای مرکزی بود و اخشیدها را تحت نفوذ خود درآورد. در سال‌های ۶۵۰–۶۵۵ پس از میلاد، ورخومان توسط چینی‌ها به عنوان "پادشاه کانگ جو" (سغد) و فرماندار آن شناخته شد، همان‌طور که توسط تواریخ چینی گزارش شده است:
در دوران یونگ هوی (永徽) (۶۵۰–۶۵۵ میلادی)، امپراتور گائوزونگ این قلمرو را دولت کانگجو نامید و عنوان فرماندار را به پادشاه کشور، ورخومان (拂呼缦، Fúhūmàn) داد.— سالنامه چینی در مورد ورخومان
سلسله تانگ کم و بیش دولت‌های تحت الحمایه و قلعه‌های نظامی در سراسر این منطقه ایجاد کرد، اما این سلطه تنها چند سال به طول انجامید. در سال ۶۶۲ میلادی شورش‌ها در سراسر منطقه شروع شد و ترک‌های غربی توانستند قدرت خود را بازیابند و چینی‌ها در این منطقه کنترل پراکنده و غیرمستقیم داشتند.در این دوره، اخشیدها و دیگر دولت‌های آسیای مرکزی بارها درخواست کمک نظامی از چین به ویژه در برابر حملات اعراب کردند، اما این درخواست‌ها عموماً با وعده‌های توخالی مواجه شد، زیرا نیروهای چین مشغول جنگ در تبت بودند.

## پایان کار اخشیدهای سغد
اخشیدهای سغد تا زمان خلافت عباسیان باقی‌ماندند، اگرچه در آن زمان مقر حکومت آن در اشتیخان بود.در سال ۷۱۸ میلادی، غورک پادشاه وقت سغد که شاه قبلی طرخون را سرنگون ساخته بود، سفیری را به دربار چین فرستاد و از آنها برای کمک در مقابل اعراب درخواست پشتیبانی کرد، اما احتمالاً به دلیل هزینه‌های هنگفت و مسافت‌های زیاد، کمک نظامی رد شد:
"پس پادشاه غورک نتوانست در جنگ با اعراب پیروز شود. او آمد تا درخواست کمک کند، اما امپراتور نپذیرفت."
— کتاب جدید تانگ، کتاب 221.
در تلافی، والی عرب احتمالاً دیواشتیچ حاکم پنج‌کند را به عنوان حاکم سمرقند منصوب کرد تا جایگزین غورک شود.قدرت اعراب در منطقه همچنان رو به افزایش گذاشت، زیرا آنها شورش دیواستیچ را در سال ۷۲۲ میلادی سرکوب کردند. به نظر می‌رسد که دوره سلطنت آخرین فرمانروای این سلسله، اخشید تورگار، تحت نظارت نصر بن سیار والی مسلمان اموی، از یک دوره رونق نسبی برخوردار بوده است. این امر تا قیام ابومسلم و تأسیس خلافت عباسی در سال ۷۵۰ میلادی ادامه یافت و پس از آن سغدیان ناگزیر به تغییر دین به اسلام شدند.تورگار در سال ۷۵۰ پس از میلاد سفیری را به چین فرستاد و احتمالاً درخواست حمایت کرد. دیری نپایید که امیدهای حمایت چین از اخشید با شکست مهم آنها در برابر اعراب در نبرد طراز در سال ۷۵۱ میلادی، به زودی از بین رفت. با شورش داخلی آن لوشان در سال ۷۵۵ میلادی، چینی‌ها مجبور شدند تمام نیروهای باقی‌مانده خود را از آسیای مرکزی خارج کنند و اخشید را از حمایت دربرابر هجوم اعراب محروم کنند.
تورگار احتمالاً در حدود سالهای ۷۵۵–۷۵۷ میلادی برکنار شد و ضرب سکه را متوقف کرد. ازآن‌پس در سمرقند به‌نام ابو داوود خالد بن ابراهیم، والی خراسان، سکه‌هایی به سبک عربی_سغدی ضرب می‌شد. بااین حال همچنان مقاومت سغدیان در برابر اعراب درقالب شورش‌های اجتماعی یا مذهبی داخلی، در چارچوب خلافت مسلمانان رخ می‌داد.

## اسامی اخشیدهای سغد

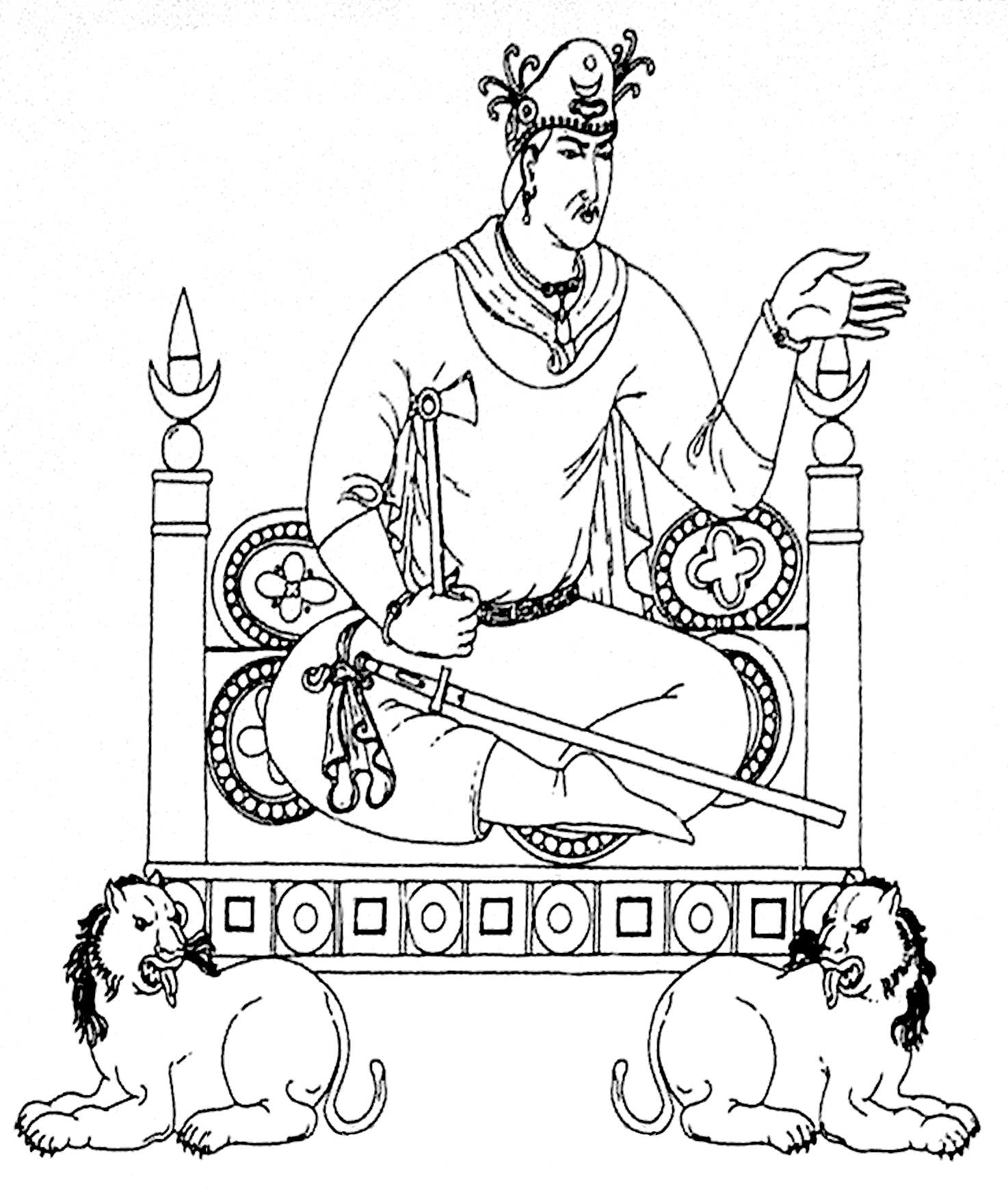
پادشاه ورخومان اوناش درحال پذیرش سفرای خارجی. نگاره‌های نقش افراسیاب، سمرقند، حدود ۶۵۵ میلادی (بازسازی‌شده)

| پادشاه         | تاریخ      | سکه‌ها                                                          | Coinage legends                                          | نام چینی | Transcription |
| -------------- | ---------- | -------------------------------------------------------------- | -------------------------------------------------------- | -------- | ------------- |
| شیشپیر         | ۶۴۲–۶۵۵ CE |                                                                | <šyšpyr MLKA> /šēšpēr xšēδ/                              | 沙瑟毕   | Shāsèbì       |
| ورخومان        | ۶۵۵–۶۹۶ CE |                                                                | <(ʾ)βrγwmʾn MLKA> /(ə)warxumān xšēδ/                     | 拂呼缦   | Fúhūmàn       |
| اورک وارتراموک | ۶۷۵–۶۹۶ CE | Ikhshids of Samarkand. Ukar (Urk Vartramuka). Circa 675-696 CE | <ʾwrk wrtrmwk MLKA> /Urk Wartramuk xšēδ/                 |          |               |
| تکاسپادک       | ۶۹۶–۶۹۸ CE |                                                                | <twkʾspʾδk MLKA> /Tōkəspāδak xšēδ/ /Tōkəspāδē xšēδ/      | 笃娑钵提 | Dǔsuōbōtí     |
| مستیچ-اوناش    | ۶۹۸–۷۰۰ CE |                                                                | <mʾstn-nʾwyʾn MLKA> <mʾstc ʾwnš MLKA> /Mastič Unaš xšēδ/ | 泥涅师师 | Nínièshīshī   |
| طرخون          | ۷۰۰–۷۱۰ CE | Ikhshids of Samarkand. Tarkhun. Circa AD 700-710               | <trγwn MLKA> /Tarxūn xšēδ/                               | 突昏     | Tūhūn         |
| غورک           | ۷۱۰–۷۳۸ CE |                                                                | <ʾwγrk MLKA> /Uγrak xšēδ/                                | 乌勒伽和 | Wǔlèkāhé      |
| تورگار         | ۷۳۸–۷۵۵ CE |                                                                | <twrγʾr MLKA> /Turγar xšēδ/                              | 咄曷     | Duōhé         |